# Stictonectes occidentalis
Stictonectes occidentalis là một loài bọ cánh cứng trong họ Bọ nước. Loài này được Fresneda & Fery miêu tả khoa học năm 1990.